# Дейтоновский институт искусств
Дейтоновский институт искусств (англ. Dayton Art Institute, DAI) — музей изобразительных искусств в Дейтоне, штат Огайо, США. Входит в десятку лучших художественных музеев США для детей. Музей также входит в топ 3% всех художественных музеев Северной Америки по 3-м из 4-х факторов. В 2007 году художественный институт посетило 303 834 человека. 

## История
Был основан в 1919 году под названием Дейтоновский музей изобразительных искусств и размещался в особняке в центре Дейтона. В 1930 году музей переехал в новое здание спроектированное Эдвардом Грином. Новое здание было смоделирован по образцу Казино в садах Виллы Фарнезе в Капрароле, а передняя лестница — по лестнице итальянского сада эпохи Возрождения на Вилле д'Эсте, недалеко от Рима.
Позднее музей был переименован в Дейтоновский институт искусств, как свидетельство растущей важности его школы в дополнение к музею. Площадь в почти 5,600 м2 занесена в Национальный реестр исторических мест США.

## Музейная информация
Коллекция музея насчитывает более 20 000 предметов, охватывающих 5000 лет. В сентябре 2005 года Музей стал одной из одиннадцати галерей в США, в которых проходила выставка «Поиски бессмертия: сокровища древнего Египта», крупнейшая коллекция древних артефактов, когда-либо путешествовавших за пределами Египта .
Художественный музей — это здание в стиле итальянского ренессанса, которое расположено на вершине холма с видом на центр города Дейтон. Основными достопримечательностями института являются азиатские коллекции музея, коллекции периода барокко 17-го века, американские коллекции 18-го и 19-го веков, а также коллекции современного искусства. В дополнение к его коллекциям музей часто показывает другие выставки. 

## Галерея

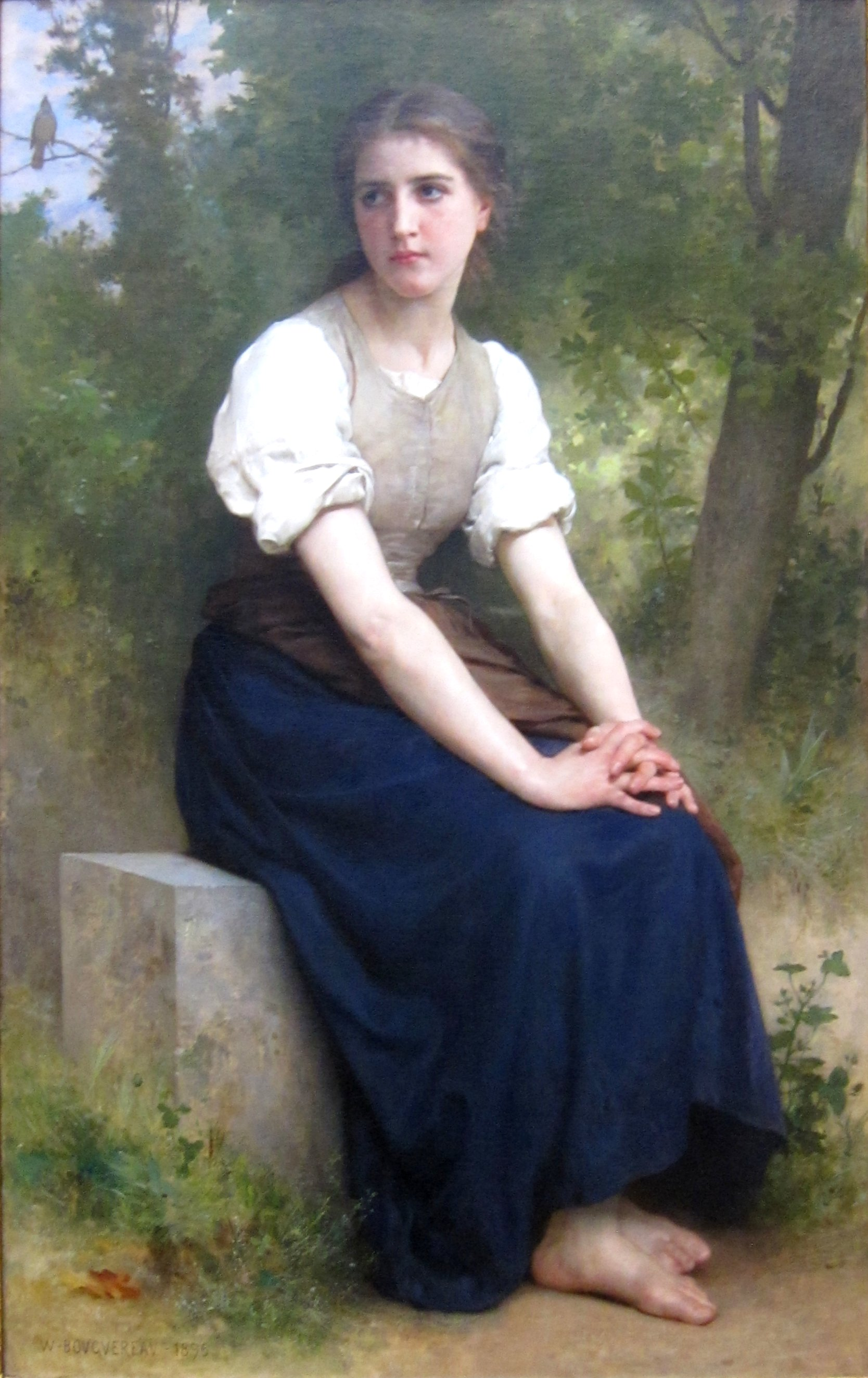
Песня соловья Вильяма Бугро
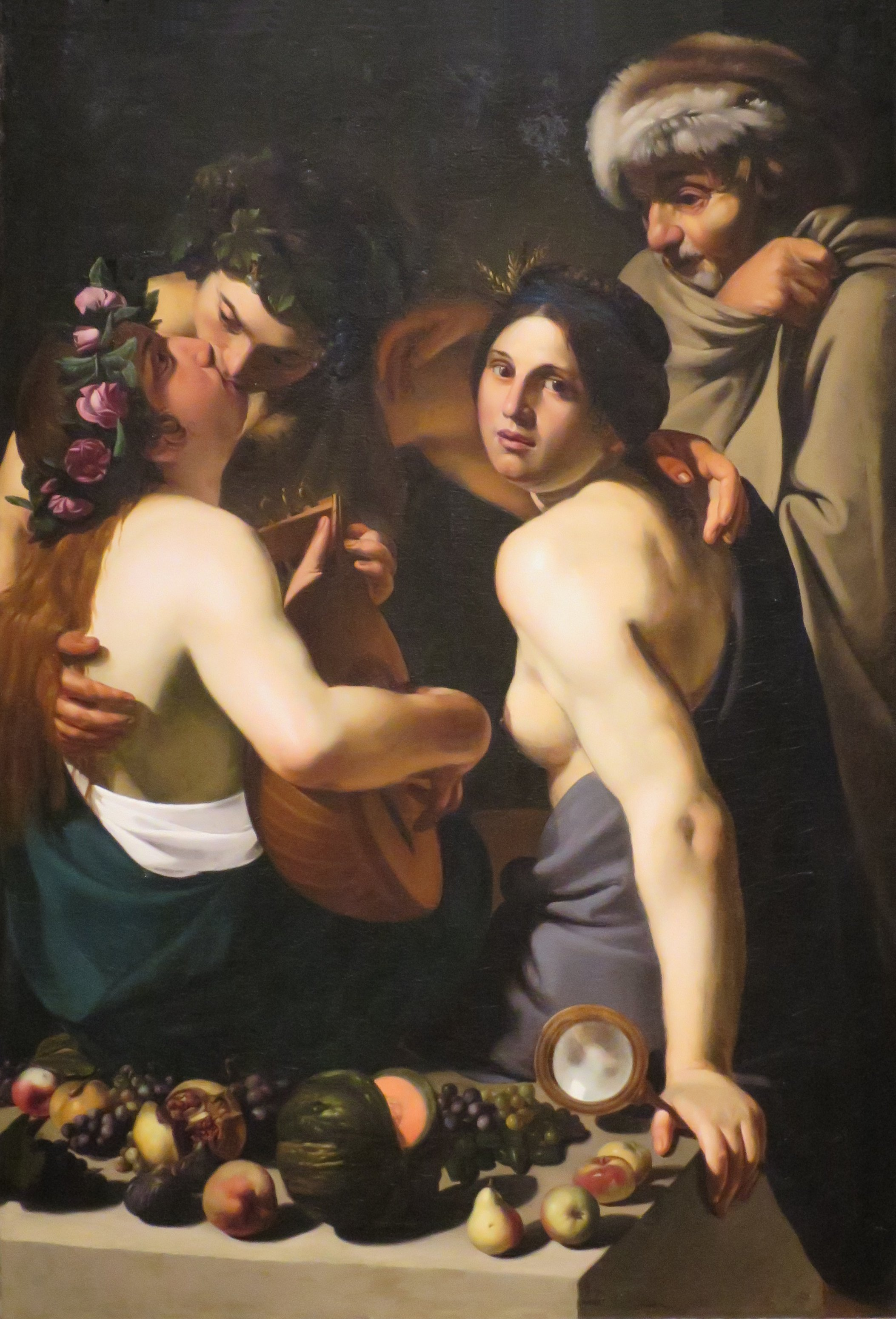
Аллегория о четырех временах года Бартоломео Манфреди
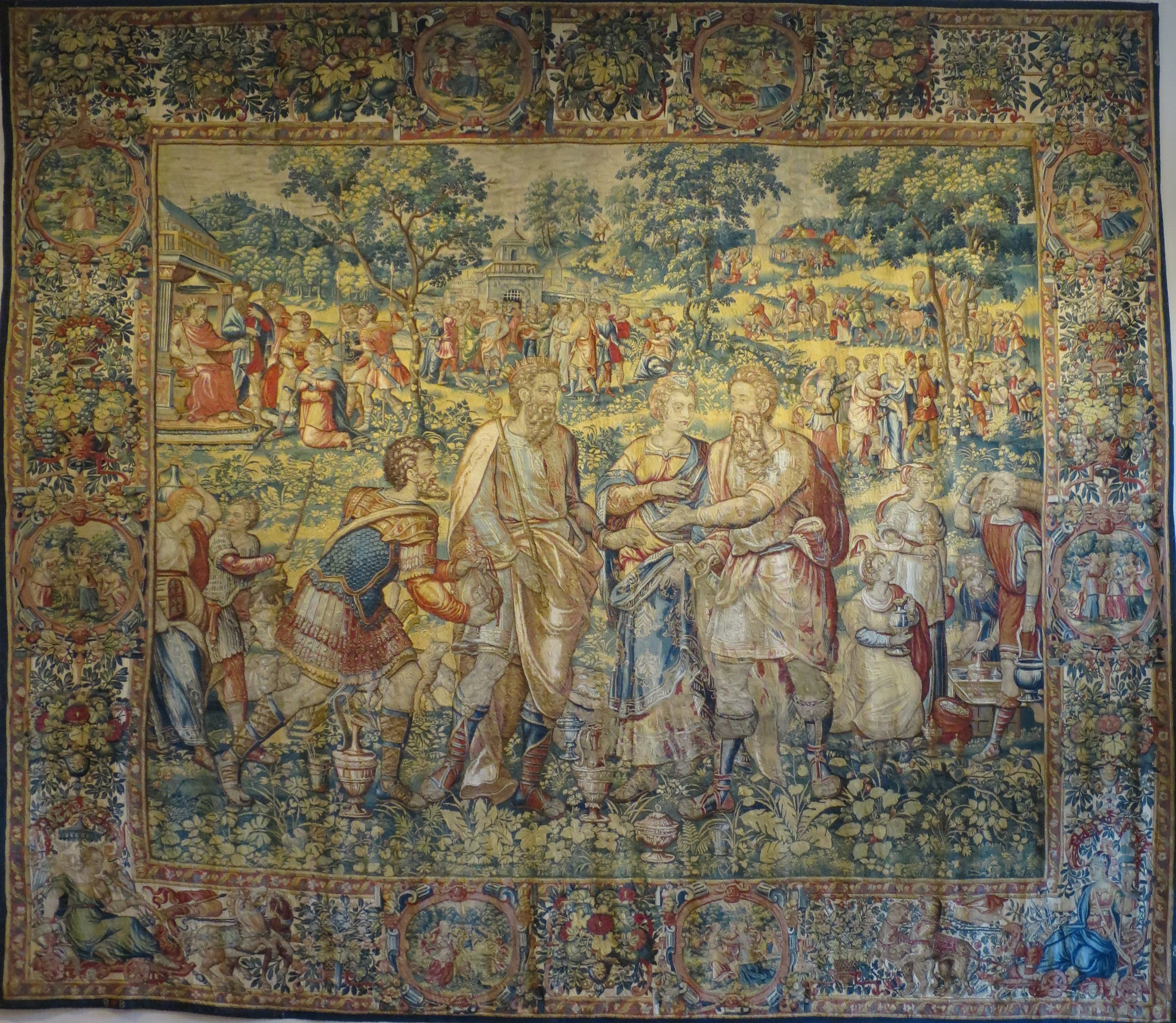
Король Авимелех возвращает Сарру мужу Аврааму, фламандский гобелен Франса Губельса
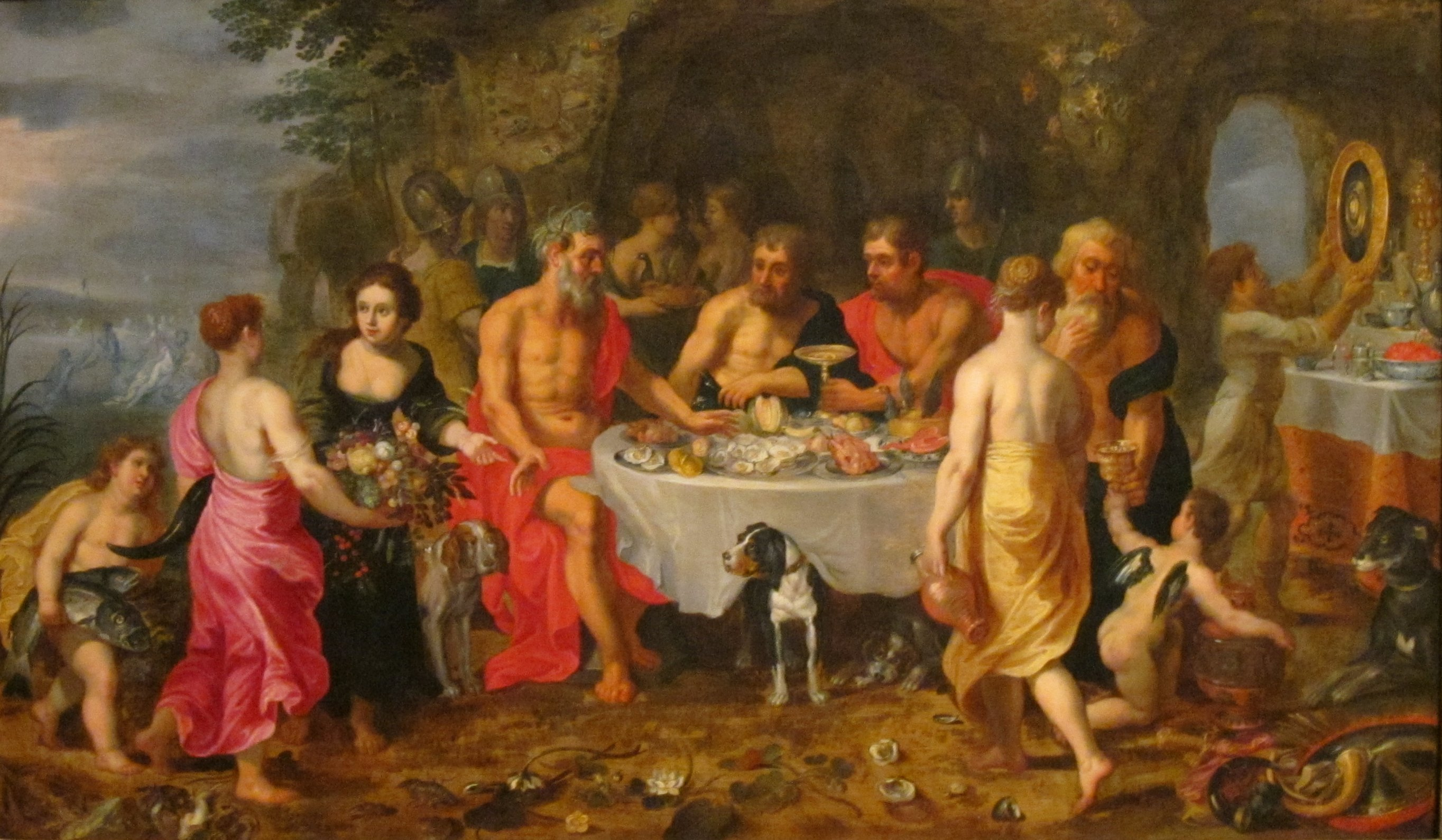
Праздник Ахелоя Яна Брейгеля Младшего и Хендрика ван Балена